# Greg Anderson (koszykarz)
Gregory Wayne "Cadillac" Anderson (ur. 22 czerwca 1964 w Houston) – amerykański koszykarz, występujący na pozycjach skrzydłowego oraz środkowego.
W sezonie 1987/1988 zajął ex aequo drugie miejsce w głosowaniu na debiutanta roku NBA.
W październiku 1998 roku został uznany za winnego posiadania kokainy w celu dystrybucji w Biloxi (stan Missisipi), orzeczono wyrok pięciu miesięcy więzienia.
Pseudonim "Cadillac" otrzymał od kolegów z drużyny uniwersyteckiej, ponieważ bawiło ich, że na treningi dojeżdżał rowerem.

## Osiągnięcia
NCAA
- Finalista NCAA (1984)[4]
- Zaliczony do I składu All-SWC (1986, 1987)

NBA
- Zaliczony do składu najlepszych debiutantów NBA (1988)[5]
- Debiutant miesiąca NBA (marzec 1988)[6]
- Uczestnik konkursu wsadów (1988)[6]

Inne
- Lider ligi włoskiej w zbiórkach (1993)